# أليخاندرو كاسترو (لاعب كرة قدم)
أليخاندرو كاسترو (بالإسبانية: Alejandro Castro Flores)‏ (27 مارس 1987 بمدينة مكسيكو في المكسيك - ) هو لاعب كرة قدم مكسيكي في مركز الدفاع. شارك مع منتخب المكسيك تحت 20 سنة لكرة القدم ومنتخب المكسيك لكرة القدم. أما مع النوادي، فقد لعب مع كروز آزول ونادي أونيفرسيداد ناسيونال ونادي تيكوس.

## وصلات خارجية
- أليخاندرو كاسترو على موقع قاعدة بيانات كرة القدم.إي يو (الإنجليزية)
- أليخاندرو كاسترو على موقع ناشيونال فوتبول تيمز (الإنجليزية)
- أليخاندرو كاسترو على موقع Soccerway.com (الإنجليزية)
- أليخاندرو كاسترو على موقع عالم كرة القدم.نت (الإنجليزية)
- أليخاندرو كاسترو على موقع AS.com (الإسبانية)